# Lijst van rijksmonumenten in Borne
De gemeente Borne telt 45 inschrijvingen in het rijksmonumentenregister, hieronder een overzicht. 

## Borne
De plaats Borne telt 31 inschrijvingen in het rijksmonumentenregister.
| Object | Oorspronkelijke functie?  | Bouwjaar              | Architect          | Locatie                   | Coördinaten?                  | Nr.?   | Afbeelding                                                                                                 |
| --- | ------------------------- | --------------------- | ------------------ | ------------------------- | ----------------------------- | ------ | --- |
| Hondeborg burchtheuvel, terrein waarin een verhoogde, omgrachte woonplaats                                                          | Archeologisch monument    | Late middeleeuwen     |                    |                           | 52° 18' 27" NB, 6° 43' 8" OL  | 45250  | Meer afbeeldingen                                                                                          |
| Schoolmeesterwoning | Dienstwoning              | 1897                  |                    | Ennekerdijk 13            | 52° 17' 58" NB, 6° 45' 39" OL | 507909 | Meer afbeeldingen                                                                                          |
| Voormalige Joodse school | Onderwijs en wetenschap   | 1895                  |                    | Ennekerdijk 15            | 52° 17' 58" NB, 6° 45' 39" OL | 507910 | Meer afbeeldingen                                                                                          |
| Eenvoudig vierkant ritueel badhuisje van bruine baksteen onder een met grijze friese pannen gedekt tentdak                          | Gezondheidszorg           | 1895                  |                    | Ennekerdijk 15            | 52° 17' 58" NB, 6° 45' 39" OL | 507911 | Eenvoudig vierkant ritueel badhuisje van bruine baksteen onder een met grijze friese pannen gedekt tentdak |
| Pastorie St. Staphanuskerk | Kerkelijke dienstwoning   | 1887                  |                    | Stationsstraat 1          | 52° 18' 2" NB, 6° 45' 15" OL  | 507923 | Meer afbeeldingen                                                                                          |
| Dubbel woonhuis, gebouwd in een eclectische bouwstijl met elementen uit de neo-hollandse renaissance en chaletstijl                 | Woonhuis                  | 1889                  | G. Beltman         | Grotestraat 138           | 52° 17' 59" NB, 6° 45' 31" OL | 507924 | Meer afbeeldingen                                                                                          |
| Voormalig postkantoor | Overheidsgebouw           | 1884                  |                    | Grotestraat 144           | 52° 17' 60" NB, 6° 45' 31" OL | 507925 | Meer afbeeldingen                                                                                          |
| Villa Elisabeth | Woonhuis                  | 1895                  | Gerrit Beltman sr. | Grotestraat 167           | 52° 17' 59" NB, 6° 45' 28" OL | 507926 | Meer afbeeldingen                                                                                          |
| Woning met koetshuis | Woonhuis                  | 1903                  |                    | Oude Deldensestraat 21    | 52° 17' 52" NB, 6° 45' 16" OL | 507927 | Meer afbeeldingen                                                                                          |
| Voormalig badhuis | Gezondheidszorg           | 1919                  |                    | Stationsstraat 9          | 52° 17' 60" NB, 6° 45' 10" OL | 507928 | Meer afbeeldingen                                                                                          |
| De Meijershof: boerderij | Boerderij                 | 1877                  |                    | Meijershof 4              | 52° 18' 5" NB, 6° 45' 45" OL  | 526231 | Meer afbeeldingen                                                                                          |
| De Meijershof: wagenloods | Boerderij                 | 19e eeuw              |                    | Meijershof bij 4          | 52° 18' 4" NB, 6° 45' 44" OL  | 527732 | Meer afbeeldingen                                                                                          |
| Lang pand onder schilddak met natuurstenen plint en topgevel                                                                        | Boerderij                 | eerste helft 19e eeuw |                    | Abraham ten Catestraat 25 | 52° 17' 56" NB, 6° 45' 36" OL | 9916   | Meer afbeeldingen                                                                                          |
| Bussemakerhuis | Woonhuis                  | 1655                  |                    | Ennekerdijk 11            | 52° 17' 58" NB, 6° 45' 38" OL | 9918   | Meer afbeeldingen                                                                                          |
| Voormalige synagoge | Kerk en kerkonderdeel     | 1843                  |                    | Ennekerdijk 17            | 52° 17' 58" NB, 6° 45' 39" OL | 9919   | Meer afbeeldingen                                                                                          |
| Sint-Stephanuskerk | Kerk en kerkonderdeel     | 1887-1888             | N. Molenaar        | Grotestraat 207           | 52° 18' 4" NB, 6° 45' 17" OL  | 9920   | Meer afbeeldingen                                                                                          |
| Doopsgezinde kerk | Kerk en kerkonderdeel     | 1824                  |                    | Ennekerdijk 31            | 52° 18' 0" NB, 6° 45' 40" OL  | 9921   | Meer afbeeldingen                                                                                          |
| Herenhuis met verdieping en schilddak met hoekschoorstenen, voor levi salomon spanjaard, medefirmant van de textielfabriek          | Woonhuis                  | 1865                  |                    | Grotestraat 120           | 52° 17' 57" NB, 6° 45' 33" OL | 9922   | Meer afbeeldingen                                                                                          |
| Pand onder zadeldak met wolfschilden                                                                                                | Woonhuis                  |                       |                    | Koppelsbrink 30           | 52° 18' 10" NB, 6° 45' 38" OL | 9923   | Meer afbeeldingen                                                                                          |
| Boerderij onder zadeldak tussen planken topgevels, vooral merkwaardig vanwege de uitbouw in vakwerk ter weerszijden van de niendeur | Boerderij                 | 1786 (gevelsteen)     |                    | Koppelsbrink 32           | 52° 18' 10" NB, 6° 45' 38" OL | 9924   | Meer afbeeldingen                                                                                          |
| Klein oldhof | Boerderij                 | 18e-19e eeuw          |                    | Loodijk 2                 | 52° 18' 24" NB, 6° 43' 53" OL | 9925   | Meer afbeeldingen                                                                                          |
| Eenvoudig dorpshuis met ingezwenkte lijstgevel op plint                                                                             | Woonhuis                  | 19e eeuw              |                    | Marktstraat 3             | 52° 18' 5" NB, 6° 45' 30" OL  | 9926   | Meer afbeeldingen                                                                                          |
| Gaaf bewaard rechter gedeelte van een door een dwars wolfdak gedekt dorpshuis op bentheimer plint                                   | Vergadering en vereniging | tweede helft 18e eeuw |                    | Marktstraat 27            | 52° 18' 7" NB, 6° 45' 34" OL  | 9928   | Meer afbeeldingen                                                                                          |
| Oude Kerk | Kerk en kerkonderdeel     | 15e eeuw 2            |                    | Oude Kerkstraat           | 52° 18' 1" NB, 6° 45' 34" OL  | 9929   | Meer afbeeldingen                                                                                          |
| Oude Kerk (Borne), toren | Kerk en kerkonderdeel     | eerste helft 15e eeuw |                    | Oude Kerkstraat bij 2     | 52° 18' 1" NB, 6° 45' 33" OL  | 9930   | Meer afbeeldingen                                                                                          |
| Siemerinkhuis | Woonhuis                  | eerste helft 19e eeuw |                    | Marktstraat 4             | 52° 18' 4" NB, 6° 45' 29" OL  | 9931   | Meer afbeeldingen                                                                                          |
| Joodse begraafplaats | Begraafplaats en -onderdl |                       |                    | Twijnerstraat bij 21      | 52° 17' 57" NB, 6° 44' 45" OL | 9932   | Meer afbeeldingen                                                                                          |
| St. Johannes klooster | Bedrijfs-,fabriekswoning  | eind 19e eeuw         | N. Molenaar        | Stationsstraat 3          | 52° 18' 1" NB, 6° 45' 13" OL  | 9933   | Meer afbeeldingen                                                                                          |
| Huize Meyling | Woonhuis                  | 1891                  |                    | Stationsstraat 74         | 52° 17' 51" NB, 6° 45' 3" OL  | 9934   | Meer afbeeldingen                                                                                          |
| Driebeukige vakwerkschuur | Boerderij                 |                       |                    | Veldhuisweg 1             | 52° 18' 36" NB, 6° 46' 23" OL | 9935   | Meer afbeeldingen                                                                                          |

## Hertme
De plaats Hertme telt 4 inschrijvingen in het rijksmonumentenregister.
| Object | Oorspronkelijke functie? | Bouwjaar | Architect | Locatie             | Coördinaten?                  | Nr.?   | Afbeelding        |
| --- | ------------------------ | -------- | --------- | ------------------- | ----------------------------- | ------ | ----------------- |
| Erve Bartelink: boerderij | Boerderij                | 1906     |           | Bartelinksweg 2     | 52° 18' 50" NB, 6° 45' 53" OL | 507920 | Meer afbeeldingen |
| Erve Bartelink: schuur | Boerderij                | 1906     |           | Bartelinksweg 2     | 52° 18' 51" NB, 6° 45' 51" OL | 507921 | Meer afbeeldingen |
| Erve Bartelink: pastorie (Bartelinkshuis) | Woonhuis                 | 18e eeuw |           | Bartelinksweg 2     | 52° 18' 50" NB, 6° 45' 52" OL | 9917   | Meer afbeeldingen |
| Zeldzaam voorbeeld van eenbeukig vakwerkhuis, schilddak en opkamer: halve kruisvensters met luiken en oud glas. Nieuwe zijgevel en aanbouw aan de achterzijde | Woonhuis                 |          |           | Lodiek Landen bij 2 | 52° 19' 1" NB, 6° 45' 18" OL  | 9938   | Meer afbeeldingen |

## Zenderen
De plaats Zenderen telt 5 inschrijvingen in het rijksmonumentenregister.
| Object | Oorspronkelijke functie? | Bouwjaar      | Architect | Locatie            | Coördinaten?                  | Nr.?   | Afbeelding         |
| --- | ------------------------ | ------------- | --------- | ------------------ | ----------------------------- | ------ | ------------------ |
| Boerderij met fors dwarsgeplaatst voorhuis waarbij de overgang van het woonhuis naar het bedrijfsgedeelte aan de zuidgevel wordt gevormd door een loggia | Boerderij                | 1923-1924     |           | Zenderensestraat 2 | 52° 18' 44" NB, 6° 44' 24" OL | 507913 | Meer afbeeldingen  |
| Dubbele schuur opgemetseld in rode baksteen onder een dubbel zadeldak grijze hollandse pannen                                                            | Boerderij                | 1900          |           | Zenderensestraat 2 | 52° 18' 44" NB, 6° 44' 24" OL | 507914 | Meer afbeeldingen  |
| Schuur | Boerderij                | 1923-1924     |           | Zenderensestraat 2 | 52° 18' 44" NB, 6° 44' 24" OL | 507915 | Meer afbeeldingen  |
| Hallehuisboerderij | Boerderij                | 17e eeuw      |           | Albergerweg 19     | 52° 19' 58" NB, 6° 43' 40" OL | 527052 | Hallehuisboerderij |
| Doorijschuur | Boerderij                | eind 19e eeuw |           | Albergerweg bij 19 | 52° 19' 57" NB, 6° 43' 42" OL | 527955 | Upload foto        |

## Bron
- Rijksdienst voor het Cultureel Erfgoed Rijksmonumenten Dataset